# Parafia Narodzenia Pańskiego w Przejazdowie
Parafia Narodzenia Pańskiego w Przejazdowie – parafia rzymskokatolicka, znajdująca się w archidiecezji gdańskiej, w dekanacie Dolne Miasto.  

## Historia
Dnia 23.06.1995r. w urzędzie notarialnym w Pruszczu Gdańskim została zawarta i podpisana umowa między ks. Proboszczem Włodzimierzem Zduńskim a Panią Marią Grzyb o darowiźnie działek nr 116/9 i 117/9 na własność Kościoła. Pod koniec 1996r. odbyło się zebranie wiejskie z udziałem księdza Proboszcza i ks. Przemysława Kalickiego, na którym ustalono, że na początku zbudujemy kaplicę, a kościół w przyszłości. 
Za pierwsze zebrane pieniądze kupiono siatkę ogrodzeniową, słupki podarowała Rafineria Gdańska (obecnie Lotos) i działkę ogrodzono.
Pierwsza Msza święta została odprawiona przez ks. Przemysława Kalickiego w Wigilię Świąt Bożego Narodzenia 24.12.1996r. pod gołym niebem obok postawionego krzyża.
Obecna kaplica  poświęcona została przez Arcybiskupa Tadeusza Gocłowskiego dnia 26.12.1999 roku. Data ta rozpoczynała obchody Roku Jubileuszowego. Natomiast sam budynek kaplicy istnieje od 1997 roku. Został przez mieszkańców Przejazdowa przeniesiony z parafii Św. Michała Kozala w Pruszczu Gdańskim.